# Samsung QM3
Der Samsung QM3 ist ein Mini-SUV des südkoreanischen Automobilherstellers Renault Samsung Motors, das von Renault in Europa hergestellt und im deutschsprachigen Raum als Renault Captur vermarktet wird. Es ist aktuell die fünfte Modellreihe des Herstellers.
Der QM3 wurde im April 2013 auf der Seoul Motor Show in Südkorea vorgestellt, kurz nach der Präsentation des Captur in Europa. Der Verkauf begann im Dezember 2013. Als einzige Motorisierung wurde ein Dieselmotor mit 66 kW (90 PS) angeboten. Der Renault Captur hatte denselben Motor.